# Cecilia Caballero Blanco
Cecilia Caballero Blanco née le 30 septembre 1913 à Bogota et mort le 13 août 2019 à Bogota est, en sa qualité d'épouse du 24e président de la république de Colombie Alfonso López Michelsen, la Première dame des Colombie du 7 août 1974 au 7 août 1978,.

## Biographie
Cecilia Caballero Blanco est née le 30 septembre 1913. Elle est la plus jeune fille de Julio Caballero Barrera et Mary Blanco Barroso. Elle se marie le 23 octobre 1938 avec Alfonso López Michelsen, qu'elle rencontra à l'âge de 22 ans et avec qui elle eut trois enfants Alfonso, Juan Manuel et Felipe,,.

## Distinctions
- Grand-croix de l'ordre d'Isabelle la Catholique